# Horizon (Film)
Horizon ist ein Porno-Science-Fiction-Film von Sam Hain mit Star-Besetzung. Es ist die erste Pornoproduktion die mit einer Red Epic-Kamera gedreht wurde.

## Handlung
Aliens haben fast die ganze Menschheit ausgelöscht. Ein Raumschiff der Armee kehrt jedoch zur Erde zurück. Die Mission lautet, die Eindringlinge zu vernichten. Als die Einheit merkt, dass sie den Einsatz nicht überleben kann, flüchten sie sich in sexuelle Abenteuer.

## Wissenswertes
- Regisseur Sam Hain nahm seine Inspiration für diesen Film von Sci-Fi-Klassikern wie Event Horizon.
- Gefilmt wurde mit einer ‘Red Epic’ Kamera, welche eine enorme Auflösung bietet und selbst für Hollywood Produktionen verwendet wird.
- Produziert wurde der Film von Lee Roy Myers.